# Nassauvia
Nassauvia  es un género  de plantas con flores en la familia Asteraceae. Comprende 111 especies descritas y de estas, solo 36 aceptadas. Es originaria de Argentina, islas Malvinas, Bolivia y Chile.

## Taxonomía
El género fue descrito por Comm. ex Juss. y publicado en Genera Plantarum 175. 1789[1789].

## Especies aceptadas
A continuación se brinda un listado de las especies del género Nassauvia aceptadas hasta julio de 2012, ordenadas alfabéticamente. Para cada una se indica el nombre binomial seguido del autor, abreviado según las convenciones y usos.
| Nassauvia acerosa Wedd. - Nassauvia aculeata Poepp. & Endl. - Nassauvia ameghinoi Speg. - Nassauvia araucana Phil. - Nassauvia argyrophylla Speg. ex Hosseus - Nassauvia axillaris D.Don - Nassauvia bryoides O.Hoffm. - Nassauvia candollei Macloskie - Nassauvia cespitosa Wedd. - Nassauvia chubutensis Speg. - Nassauvia commersonii Cass. - Nassauvia coronipappa Arroyo & Martic. - Nassauvia cumingii Hook. & Arn. - Nassauvia dentata Griseb. - Nassauvia digitata Wedd. - Nassauvia dusenii O.Hoffm. - Nassauvia gaudichaudii Cass. Nassauvia glomerata Wedd. - Nassauvia glomerulosa D.Don - Nassauvia hillii Cabrera - Nassauvia humilis Phil. - Nassauvia juniperina Skottsb. - Nassauvia latissima Skottsb. - Nassauvia lycopodioides Phil. - Nassauvia maeviae Cabrera - | Nassauvia magellanica J.F.Gmel. - Nassauvia modesta O.Hoffm. ex Dusén - Nassauvia morenonis Kuntze - Nassauvia multiflora Meyen - Nassauvia oligocephala Wedd. - Nassauvia patagonica Speg. - Nassauvia patula Phil. - Nassauvia pentacaenoides Speg. - Nassauvia pinnigera D.Don - Nassauvia planifolia Wedd. - Nassauvia pulcherrima Cabrera - Nassauvia pumila Poepp. & Endl. - Nassauvia pygmaea Hook.f. - Nassauvia pyramidalis Meyen - Nassauvia ramosissima DC. - Nassauvia remyana Wedd. - Nassauvia revoluta D.Don - Nassauvia ruizii Cabrera - Nassauvia sceptrum Dusén - Nassauvia scleranthoides O.Hoffm. ex Dusén - Nassauvia sericea Phil. - Nassauvia serpens d'Urv. Nassauvia sprengelioides DC. - Nassauvia sublobata Cabrera - |